# Southern Nights
Southern Nights (Engl., etwa „Südliche Nächte“) ist ein Popsong von Allen Toussaint aus dem Jahr 1975, der auf seinem gleichnamigen Album erschien. Zum Hit wurde das Stück 1977 in einer Country-Version von Glen Campbell.

## Geschichte
Das Stück Southern Nights ist von Kindheitserinnerungen inspiriert. Allen Toussaint hatte Besuch von Verwandten aus Louisiana, die seinen Erzählungen nach oft unter freiem Himmel übernachten und sich Geschichten erzählten. Toussaint schrieb einen Song dazu und veröffentlichte ihn zunächst 1975 auf seinem Album Southern Nights.
Jimmy Webb machte Glen Campbell mit dem Song bekannt, der ihn inhaltlich etwas veränderte und anschließend als Single sowie auf seinem gleichnamigen Album herausbrachte. Campbells Version wurde am 17. Januar 1977 veröffentlicht und zu einem Nummer-eins-Hit in den Pop-, Country- und Adult-Contemporary-Charts in den Vereinigten Staaten sowie in Kanada. Auch in Deutschland und Großbritannien konnte sich der Song in der Hitparade platzieren. Für den Verkauf von einer Million Singles wurde der Song von der Recording Industry Association of America mit der Goldenen Schallplatte ausgezeichnet. Zudem folgten auch Nominierungen bei den Country Music Association für den Song des Jahres.

## Weitere Coverversionen
- 1977: Wencke Myhre (Sommernacht)
- 1977: Graham Bonney (Sonnenschein)
- 1978: Roy Clark
- 1978: Horst Wende
- 1978: Joe Dassin (Mon copain Julie)
- 1981: Jiří Korn (Gentleman)
- 1992: Boots Randolph
- 1994: Chet Atkins feat. Allen Toussaint
- 2010: Johnny Mathis
- 2017: Lizz Wright